# Arvīds Reķis
Arvīds Reķis (* 1. Januar 1979 in Jūrmala, Lettische SSR, Sowjetunion) ist ein ehemaliger lettischer Eishockeyspieler mit deutscher Staatsangehörigkeit, der über viele Jahre bei den Augsburger Panthern und den Grizzly Adams Wolfsburg in der Deutschen Eishockey Liga sowie für Dinamo Riga in der Kontinentalen Hockey-Liga aktiv war.

## Karriere
Reķis begann seine Karriere im Jahr 1995 bei den Dubuque Fighting Saints in der US-amerikanischen Juniorenliga United States Hockey League, ehe er zur Saison 1996/97 in die kanadische Juniorenliga Ontario Hockey League zu den Erie Otters wechselte, die ihn beim CHL Import Draft 1996 an insgesamt 21. Stelle ausgewählt hatten. Dort stand der gebürtige Lette insgesamt vier Jahre unter Vertrag und gehörte in dieser Zeit zu den teamintern punktbesten Verteidigern. So erzielte er in 259 absolvierten Partien 146 Scorerpunkte. Nach einem kurzen Engagement bei Indianapolis Ice in der Central Hockey League, das allerdings nur wenige Wochen andauerte, schloss sich Arvīds Reķis im Sommer 2000 den Peoria Rivermen an, dem damaligen Farmteam der Worcester IceCats aus der American Hockey League sowie der St. Louis Blues aus der National Hockey League, mit denen er fortan in der East Coast Hockey League aktiv war.
Da er nie die Chance bekam, sich in der NHL zu beweisen und darüber hinaus lediglich 18 Mal das Trikot der Worcester IceCats in der AHL trug, wechselte der Linksschütze zur Saison 2003/04 nach Europa. Dort nahmen ihn die Verantwortlichen der Augsburger Panther aus der Deutschen Eishockey Liga unter Vertrag, für die der Verteidiger bis 2008 aktiv war. Die Spielzeit 2004/05 war die einzige, in der er mit den Augsburgern die Play-offs erreichen konnte. Dort schieden die Panther allerdings in der ersten Runde, dem Play-off-Viertelfinale, in einer Best-of-Seven-Serie mit 1:4 Niederlagen gegen den späteren deutschen Meister Eisbären Berlin aus.
Nachdem sein Vertrag zum Ende der Saison 2007/08 nicht verlängert worden war, entschied sich der Defensivspieler für ein Vertragsangebot beim Ligakonkurrenten Grizzly Adams Wolfsburg. Dort erhielt er einen Kontrakt, der in bis zum Sommer 2009 an den Verein, mit dem er im Februar 2009 den Deutschen Eishockeypokal gewann, band.
Im April 2010 wurde Reķis von Dinamo Riga verpflichtet, für die er vir Jahre in der Kontinentalen Hockey-Liga spielte. 2013 gewann er mit den Letten den Nadeschda-Pokal. 2014 kehrte er nach Augsburg zurück.
Nach insgesamt 19 Jahren als Profi, 10 Jahren bei den Augsburger Panthern und 576 DEL-Spielen, in denen er 47 Tore und 108 Assists erzielte, beendete Reķis im April 2019 seine Karriere.

### International
Für Lettland nahm Reķis im Juniorenbereich an der U18-Junioren-C1-Europameisterschaft 1995, der U18-Junioren-C-Europameisterschaft 1996 sowie der U20-Junioren-B-Weltmeisterschaft 1999 teil.
Im Seniorenbereich stand er im Aufgebot seines Landes bei den Weltmeisterschaften 2003, 2004, 2006, 2007, 2008, 2010 und 2011 sowie bei den Olympischen Winterspielen 2006 in Turin, 2010 in Vancouver und 2014 in Sotschi.

## Erfolge und Auszeichnungen
- 2009 Gewinn des Deutschen Eishockeypokals mit den Grizzly Adams Wolfsburg
- 2013 Gewinn des Nadeschda-Pokals mit Dinamo Riga

## Karrierestatistik
(Legende zur Spielerstatistik: Sp oder GP = absolvierte Spiele; T oder G = erzielte Tore; V oder A = erzielte Assists; Pkt oder Pts = erzielte Scorerpunkte; SM oder PIM = erhaltene Strafminuten; +/− = Plus/Minus-Bilanz; PP = erzielte Überzahltore; SH = erzielte Unterzahltore; GW = erzielte Siegtore; 1 Play-downs/Relegation; Kursiv: Statistik nicht vollständig)